# 파테메 구다르지
파테메 구다르지(페르시아어: فاطمه گودرزی, 영어: Fatemeh Gudarzi, 1963년 7월 10일 ~ )는 이란의 배우이다. 1996년 파즈르 국제 영화제 크리스털 시무르그 여우주연상 수상자이다.